# 罗士高
罗士高（1905年3月—1995年8月8日），广东大埔人，中华人民共和国外交官。
中华人民共和国成立后，曾任重庆市副市长。1957年，担任中国驻阿尔巴尼亚大使。此后担任北京外国语学院书记。1978年，任中国人民对外友好协会副会长。